# Parlamentsvalget i Portugal 1858
Parlamentsvalget i Portugal 1858 blev afholdt den 2. maj 1858.

## Partiet
- Cartistas
- Históricos
- Miguelistas

## Resultater
| Parti                               | Stemmer | %  | Mandater |
| ----------------------------------- | ------- | -- | -------- |
| Históricos                          |         | 85 |          |
| Cartistas og Miguelistas            |         | 15 | 24       |
| Total                               |         |    | 162      |
| Note: Tabellen er ikke fuldstændig. |         |    |          |
| Kilde:                              |         |    |          |